# 心靈時鐘
《心靈時鐘》（英語：Packages from Daddy），是一部於2016年上映的親情心靈電影。由范文芳、李李仁、謝飛、
余若晴、莊凱勛、丁寧領銜主演。台灣於2016年11月18日上映。

## 劇情簡介
九歲的小男孩葉藍(謝飛 飾)和姊姊(余若晴 飾)、父親(李李仁 飾)、母親(范文芳 飾)住在臨海的小漁港旁，父親熱愛拆船遺留下來的器物，在市區內開設一家船藝品店，一家人的日子過得平靜而幸福。
某日，葉藍放學回家，發現父親驟然離世，全家人都籠罩在悲傷的陰影之中。突然有一天，葉藍收到父親生前寄來的一只奇怪的古董時鐘，用途不明，秒針也停擺了，就好像永遠沉睡的爸爸。葉藍下定決心要修好這個怪鐘。他希望秒針再度轉動的時候，一切都會有了答案……

## 演員陣容

### 主要演員
| 演員姓名 | 角色名稱        | 介紹 |
| 謝飛     | 葉藍            |      |
| 范文芳   | 葉藍的母親      |      |
| 李李仁   | 葉藍的父親      |      |
| 丁寧     | 葉藍的姑姑      |      |
| 余若晴   | 葉藍的姊姊 葉澄 |      |
| 莊凱勛   | 葉藍的老師      |      |
| 傅雷     | 王爺爺          |      |
| 唐治平   | 王爺爺的兒子    |      |

## 工作人員
- 出品人：蔡宏能、蘇政芳、崔錦江、李泰霆、蕭平德
- 監製 ：李志薔
- 製作人：李志薔
- 導演：蔡銀娟
- 編劇：蔡銀娟
- 製作公司：冬候鳥電影文化事業有限公司

## 影展記錄
- 2016 香港亞洲電影節
- 2016 美國洛杉磯女性影展(競賽片)
- 2016 高雄國際電影節
- 2017 澳洲金考拉國際電影節
- 2017 兩岸電影展
- 2017 美國休斯頓國際影展 (獲得─金牌獎)
- 2017 伊朗國際兒童影展
- 2017 澳門國際兒童影展
- 2017 台灣國際女性影展(競賽片)

## 拍攝地點
該片於台中市多處拍攝，包括：高美濕地、臺中港北堤、十字綠園道區、亞太雲端大樓、勤美誠品、Mocha Jane’s尼克四號店、麗寶樂園、親家雲硯、幸福小水舞等等。臺中市政府也給予該片300萬元輔導金及拍攝支援。船藝品店在愛河畔航海古董店取景。

## 外部連結
- 心靈時鐘的Facebook專頁
- 爛番茄上《心靈時鐘》的資料（英文）
- AllMovie上《心靈時鐘》的资料（英文）
- 豆瓣电影上《心靈時鐘》的資料 （简体中文）
- 时光网上《心靈時鐘》的資料（简体中文）
- 香港影庫上《心靈時鐘》的資料（繁體中文）
- 開眼電影網上《心靈時鐘》的資料（繁體中文）
- Yahoo奇摩電影上《心靈時鐘》的資料（繁體中文）
- 互联网电影数据库（IMDb）上《心靈時鐘》的资料（英文）